# Mitobates triangulus
Mitobates triangulus is een hooiwagen uit de familie Gonyleptidae.